# Principado de Transilvania
El Principado de Transilvania (en húngaro: Erdélyi Fejedelemség; en rumano: Principatul Transilvaniei) fue un estado independiente de idioma y cultura rumana, con una monarquía electiva que existió entre mediados del siglo XVI y principios del siglo XVIII, en los territorios de la actual región de Transilvania que se encuentra dentro de las fronteras de la moderna Rumania. El Principado de Transilvania fue el Estado que mantuvo viva la cultura húngara durante el periodo de crisis y decadencia que siguió a derrota en la batalla de Mohács en 1526 contra los turcos donde falleció el rey Luis II de Hungría. La principal figura de este Estado era el príncipe de Transilvania, el cual era electo de entre la nobleza húngara por la gran asamblea de los altos órdenes. En muchas ocasiones el sultán del Imperio otomano intervenía directamente en la política interna del Principado, removiendo o colocando en el cargo superior a aquel noble húngaro que le conveniese, pues si bien este Estado era independiente pagaba tributos a los turcos por sus privilegios. El Principado de Transilvania desapareció cuando el reino húngaro fue reunificado después de 1686 por los Habsburgo, y el título de príncipe transilvano disuelto, siendo entonces el emperador germánico el monarca supremo sobre todos los territorios húngaros.

## Historia

### La caída húngara y el surgimiento del Principado

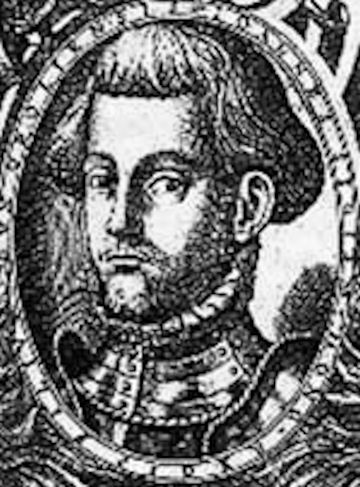
El conde Juan Segismundo Szapolyai, primer príncipe de Transilvania

La región de Transilvania siempre formó parte del Reino de Hungría fundado por el rey san Esteban I de Hungría en el año 1000. Él mismo al formar las diócesis y arquidiócesis en el nuevo reino estableció una en Transilvania, y a la cabeza de esta colocó a la figura del voivoda de Transilvania, cargo vitalicio y no hereditario que era asignado por el propio Rey de Hungría a altos nobles, a los que tenía la potestad de destituir cuando lo considerase.
En 1526 los ejércitos húngaros fueron derrotados por los turcos otomanos en la batalla de Mohács, donde también murió el rey Luis II de Hungría. El trono quedó vacante, pues el monarca no tenía hijos herederos, y de inmediato comenzó la carrera por apropiarse del título de rey. Primero el conde húngaro Juan Szapolyai, voivoda transilvano, se hizo coronar como rey Juan I de Hungría, mientras por otra parte, el hermano menor del emperador del Sacro Imperio Romano Germánico, Fernando I, reclamó sus derechos sobre Hungría, pues había tomado por esposa a la hermana del fallecido rey, Ana Jagellón de Hungría y Bohemia.
Haciéndose coronar un año después, tras la intervención de su hermano el emperador y rey Carlos I de España, Fernando se convirtió entonces en uno de los dos reyes húngaros de esa época. Conflictos armados se sucedieron y Juan I se replegó a la región de Transilvania, donde se hallaba más seguro ante los ejércitos imperiales que habían ocupado los territorios occidentales y centrales del reino húngaro. Acudiendo ante la ayuda del sultán turco Solimán el Magnífico, Juan I consiguió que los ejércitos otomanos avanzasen hacia occidente en 1529 y expulsó a las fuerzas imperiales del reino, tras lo cual el nuevo rey húngaro arribó a la ciudad de Buda, donde fijó su corte. Fernando I continuó conspirando y actuando para obtener el control del reino, hasta que finalmente convino en secreto en 1538 con Juan I que ya que el rey húngaro no tenía hijos, luego de su muerte el Habsburgo se convertiría en rey. Sin embargo, en 1540, pocos días antes de la muerte de Juan I, su esposa Isabela Jagellón de Hungría dio a luz a un hijo varón, Juan Segismundo Szapolyai, quien faltando al acuerdo secreto fue elegido rey inmediatamente.
Molesto, Fernando decidió reclamar sus derechos por la fuerza, pero el sultán al enterarse de que los cristianos conspiraban y hacían pactos a sus espaldas decidió que ni germánicos ni húngaros eran dignos de su confianza, por lo que movilizó sus ejércitos y ocupó la ciudad real de Buda en 1541. Pronto el reino húngaro se vio dividido en tres partes, una occidental bajo el control de los Habsburgo, donde Fernando I seguía siendo rey húngaro, una central bajo ocupación otomana, y una oriental, Transilvania, donde la reina Isabel actuaba como regente junto al arzobispo Jorge Martinuzzi mientras el recién nacido Juan Segismundo alcanzaba la edad apropiada para gobernar. Con el paso de los años, la posición independiente de Juan Segismundo se reforzó cada vez más, se convirtió en un monarca culto y amante de los idiomas, historia, también caracterizado por una gran tolerancia religiosa. Juan Segismundo Szapolyai, de confesión religiosa protestante, promovió que en 1568 se firmase el Edicto de Turda donde se estipulaba que se debía respetar las cuatro tendencias religiosas cristianas principales de Transilvania: catolicismo, luteranismo, calvinismo y unitarismo (para este momento la migración del pueblo rumano a Transilvania no había comenzado ya que se produjo entre 1740-1760, así no existían practicantes de fe ortodoxa). Este edicto fue el primer tratado de tolerancia religiosa en el mundo, convirtiendo a Transilvania en el primer estado del mundo donde se pudo practicar libremente cualquiera de las confesiones religiosas protestantes.
Con respecto a la independencia de Transilvania, la cual llegó a ser conocida inclusive por algunos en este tiempo como "El Reino de Hungría de Oriente", pronto se concretó cuando Juan Segismundo se vio forzado a llegar a un acuerdo con el hijo del fallecido Fernando I, el nuevo emperador germánico Maximiliano II de Habsburgo, quien también era rey de Hungría. Los dos monarcas firmaron entonces en 1570 el Acuerdo de Speyer donde Maximiliano reconoció a Juan Segismundo como príncipe de Transilvania, y la consideraba una unidad político-administrativa independiente, a cambio de que el hijo del fallecido rey Juan I de Hungría renunciase a sus pretensiones sobre el trono húngaro. A partir de este momento, los siguientes monarcas Habsburgo fueron reyes de Hungría, y en Transilvania se instauró una monarquía electiva, pues Juan Segismundo murió sin hijos herederos, nombrando la gran asamblea al conde Esteban Báthory como su sucesor en 1571.

### El ascenso del Principado de Transilvania y la guerra de los Quince Años

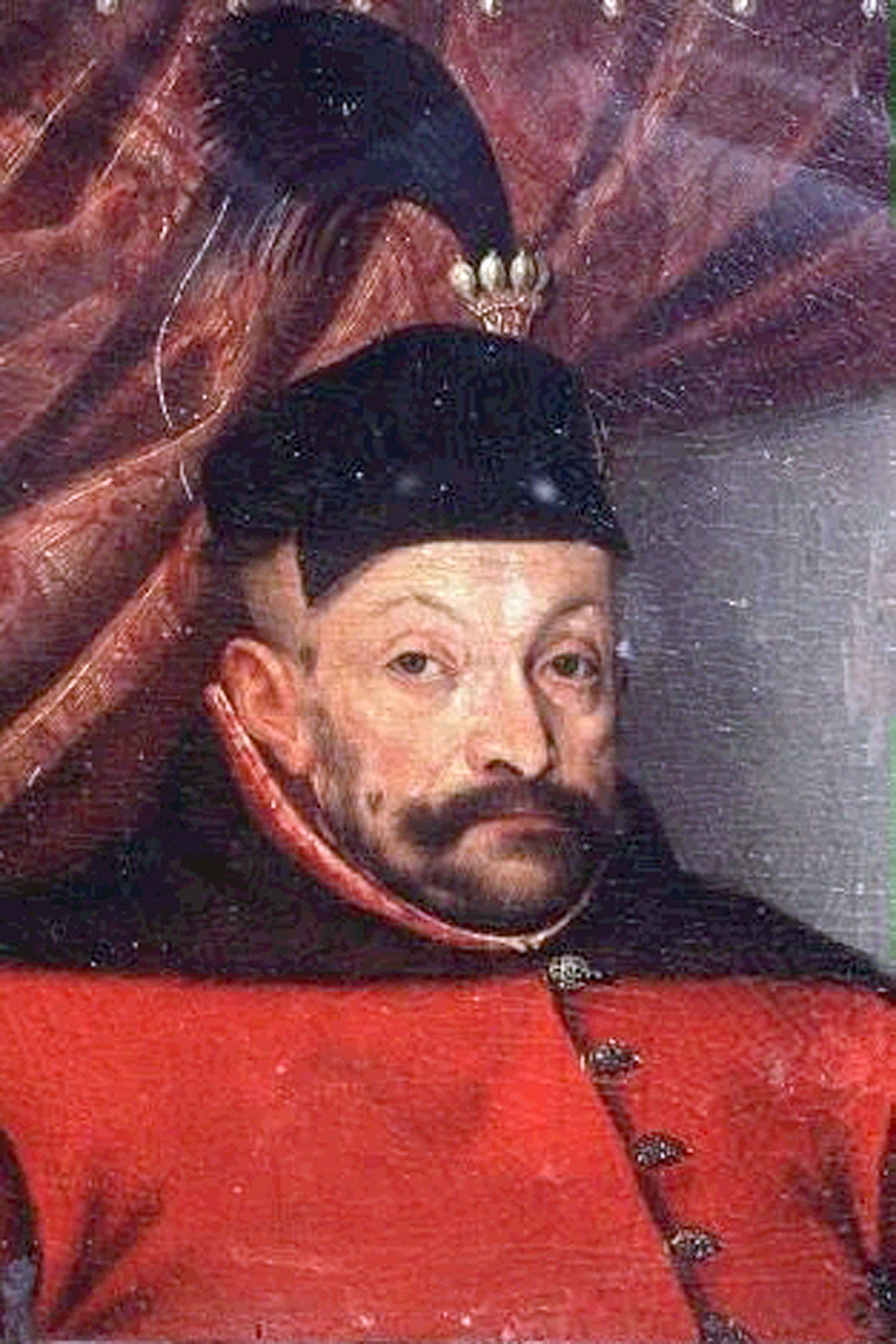
El conde Esteban Báthory, príncipe de Transilvania

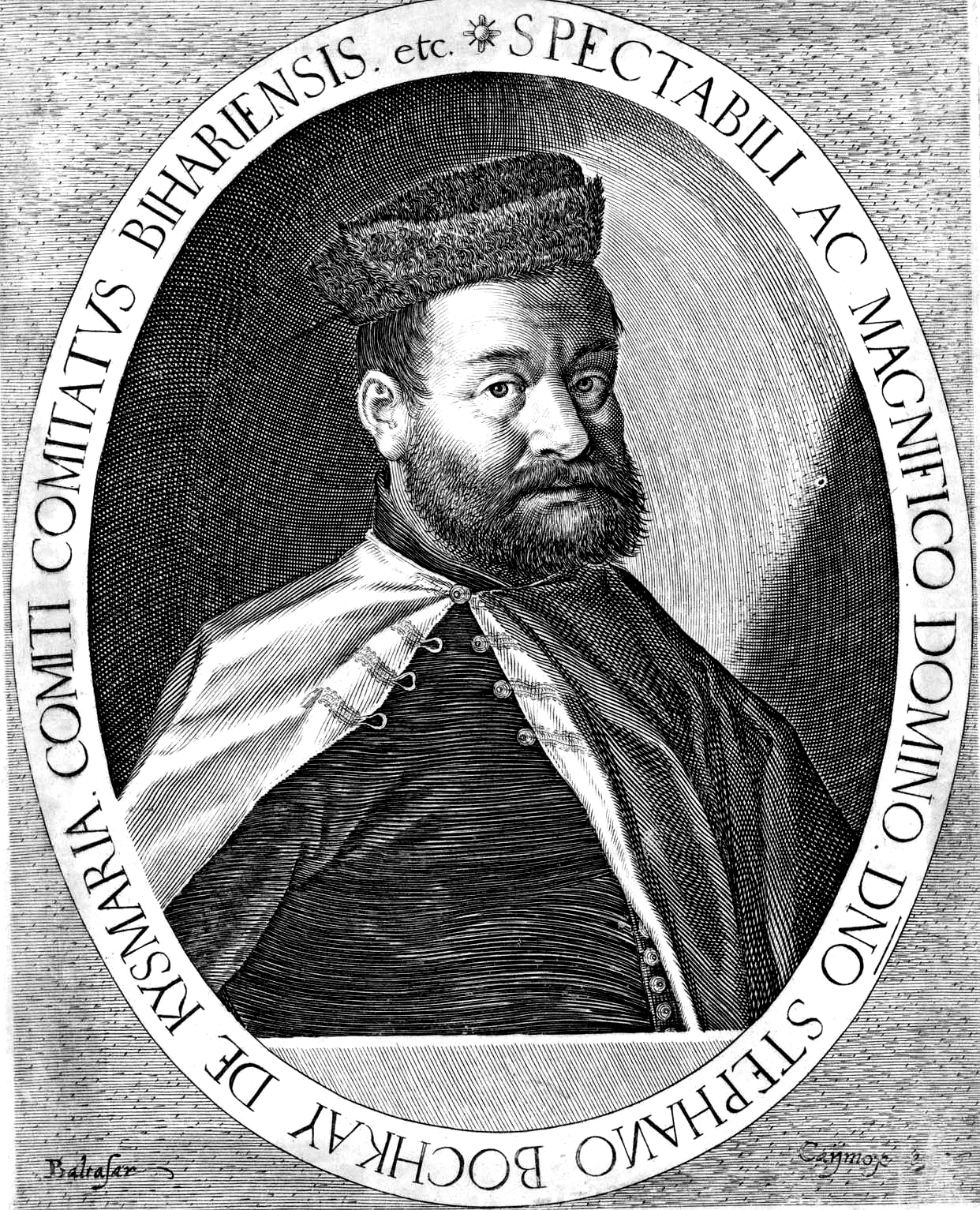
Barón Esteban Bocskai, príncipe de Transilvania, luchador por la reunificación de las tres partes del Reino de Hungría.

Esteban Báthory fue un monarca que reinó con habilidad, el Principado fue elevado paulatinamente a un alto nivel cultural, y adquirió más importancia aún, cuando en 1576 fue elegido como Rey de Polonia. El conde húngaro no renunció al título de príncipe transilvano, sino que por el contrario mudó la sede a Cracovia, desde donde gobernó dejando a su hermano mayor Cristóbal Báthory como regente en Transilvania. Esteban Báthory de confesión católica, se esforzó por fortalecer la fe romana llevando jesuitas a Transilvania, que se había convertido mayoritariamente al protestantismo después de la reforma de Lutero. Si bien no persiguió directamente a los protestantes, sí arrestó al obispo unitario Ferenc Dávid, un importante personaje anticatólico en la Transilvania de esa época. Esteban Báthory fue entonces la principal figura vinculada con el ascenso del Principado, rápidamente conduciéndolo lentamente hacia una época dorada. En 1581 murió Cristóbal Báthory, y fue elegido como su sucesor su pequeño hijo Segismundo Báthory de 9 años de edad, ya que Esteban Báthory deseaba que existiese cierta continuidad familiar en el reinado. Tutores cuidaron de Segismundo hasta que asumió el trono transilvano a su edad adulta en 1588, dos años después de la muerte de Esteban Báthory.
Por otra parte, el habsburgo Rodolfo II, rey de Hungría, deseaba extender sus influencias sobre el Principado para reunificar el reino húngaro bajo su figura, por lo cual surgió un confuso periodo de guerras y conflictos sucedido entre numerosas firmas de paz, donde Segismundo Báthory se vio forzado a renunciar cuatro veces al trono del Principado. Esta época fue conocida como la guerra de los Quince Años, y estuvo caracterizada por constantes alianzas y enfrentamientos entre germánicos, húngaros y otomanos por igual. La nobleza húngara no aprobaba la política pro-Habsburgo de Segismundo Báthory, por lo cual el emperador germánico y rey húngaro tuvo que enviar a su general mercenario Giorgio Basta en 1598 para que apaciguase a los húngaros. El resultado fue aún peor: en marzo de 1599, Segismundo llamó a su primo Andrés Báthory para que ocupase su cargo, y posteriormente el voivoda de Valaquia, Miguel el Valiente en noviembre de 1599 forzó a la asamblea de nobles húngaros en Gyulafehérvár a que lo eligiesen príncipe tras invadir la ciudad aprovechando la situación caótica.
Pronto las fuerzas de Giorgio Basta se unificaron con las de Miguel el Valiente, y derrotaron a las de Segismundo Báthory, pero tras haber conseguido su victoria, el mercenario germánico mandó a matar al voivoda de Valaquia en 1601. Teniendo el control sobre el Principado, parecía que lo único que restaba era que fuese investido con el cargo oficialmente, pero la asamblea transilvana eligió en mayo de 1603 al noble Moisés Székely para ocupar el sillón presidencial, puesto que Segismundo Báthory había huido al exilio a Bohemia. Pero durando solo dos meses como príncipe, Székely dejó la presidencia vacía nuevamente. No fue sino hasta 1604, que el tío de Segismundo Báthory, el barón húngaro Esteban Bocskai (hermano de su madre Isabel Bocskai) movilizó sus ejércitos transilvanos y derrotó a Basta, quien huyó dejando el control del Estado en manos del noble húngaro. Bocskai fue elegido príncipe oficialmente en 1605, y fue considerado una de las figuras más relevantes, pues su objetivo fue honrado por todos los húngaros por igual: Reunificar las tres partes del Reino de Hungría, arrebatándole la suya a los Habsburgo.
Ante esto, condujo muchas batallas contra el emperador germánico y rey húngaro Rodolfo II de Habsburgo, quien había confiado la conducción de sus ejércitos a su hermano el archiduque Matías de Habsburgo. Sin embargo la empresa de Esteban Bocskai no se llegó a consumar, pues murió al ser envenenado en diciembre de 1606. A comienzos de 1607 la asamblea transilvana eligió a uno de los nobles más influyentes del Principado para ocupar el puesto de Bocskai: Segismundo Rákóczi.

#### El sucesor de Esteban Bocskai (1606-1613)
Tras la muerte del príncipe Esteban Bocskai en 1606, no hubo unanimidad en quien debería ser el nuevo gobernante de Transilvania. Antes de morir, Bocskai había nombrado heredero a Valentín Homonnai Drugeth, un reconocido militar y noble húngaro, a quien los otomanos también apoyaban. Otro candidato era Gabriel Báthory, quien en ese momento tenía solo 18 años. Sin embargo, ambos cometieron el grave error de acompañar al cortejo fúnebre de Bocskai desde la ciudad de Kassa hasta Gyulafehárvár. En ese tiempo,  el también influyente conde Segismundo Rákóczi, faltando a la procesión, se valió de esa ausencia política para ser elegido el 9 de febrero de 1607 príncipe de Transilvania por la Gran Asamblea.
Segismundo comenzó a otorgar privilegios y restituirle los suyos a los székely y pronto obtuvo cierta aprobación entre la nobleza húngara transilvana. Apoyó intensamente todos los movimientos protestantes en Transilvania, expulsó a los jesuitas y promovió la publicación de la traducción de la Biblia al húngaro de Gáspár Károli. Por otra parte se opuso al joven Gabriel Báthory, que había planteado la posibilidad de pactar con los Habsburgo. En la corte de Viena consideraban el gobierno de Segismundo Rákóczi como algo pasajero y deseaban fervientemente colocar en el trono a Gabriel Báthory, en quien veían la posibilidad de restaurar el catolicismo en Transilvania y acercarla a su ámbito de influencia.
Pronto el descontento comenzó a crecer y los soldados campesinos hajdú, pastores de ganado vacuno que habían luchado para Bocskai, se organizaron bajo el mando de Andrés Nagy, quien representaba a todos aquellos que tras la muerte de Bocskai habían quedado sin privilegios. Rápidamente Gabriel Báthory pactó con los que perpetraban el alzamiento y en octubre de 1607 llegó a un acuerdo con Segismundo Rákóczi. Para evitar mayores conflictos y derramamiento de sangre Rákóczi renunció el 5 de marzo de 1608. Ante esta situación, la asamblea transilvana eligió el 7 de marzo a Báthory para el trono de Transilvania. Firmó un tratado con el rey húngaro Matías de Habsburgo e hizo que se estableciesen los soldados hajdú. Casi de inmediato movilizó sus ejércitos contra el Estado vecino de Valaquia (en rumano: Țara Românească o Valahia) de etnia rumana. Esto generó la ira del sultán turco, quien desaprobaba este tipo de acciones militares promotoras del caos dentro de Estados que se hallaban bajo su poder. En 1610, tras llevar una mala política interna que descontentó a los nobles húngaros y al propio emperador germánico, Báthory cometió el error de atacar a los Habsburgo igual que había hecho Bocskai, perdiendo los favores del rey Matías. Igualmente Báthory excluyó de su gobierno a los sajones, una importante minoría dentro del Principado, quienes disgustados llamaron en 1611 al voivoda Radul de Valaquia para que invadiese Transilvania. Las fuerzas valacas fueron repelidas.
La corte de Viena entonces envió al conde Segismundo Forgách con un ejército germánico, pero éste también fue repelido por las fuerzas de Báthory. Si bien el príncipe firmó el  11 de abril de 1613 en Bratislava un acuerdo con el emperador germánico, donde a cambio de que el emperador reconociese la independencia del principado, él permitiría la entrada de tropas germánicas en Transilvania, no logró el acuerdo con los otomanos. Ese mismo año, Gabriel Bethlen —un conde húngaro y antiguo consejero de Báthory que había huido con los otomanos—, dirigió un gran ejército contra el príncipe Báthory hasta Kolozsvár. Báthory consiguió escapar a la ciudad de Várad, pero fue asesinado en su huida por un székely el 27 de octubre de 1613.

### La época dorada del Principado de Transilvania (1613-1686)

#### Gabriel Bethlen, príncipe de Transilvania (1613-1629)
Con su hábil política, Gabriel Bethlen recuperó los territorios entregados al Imperio otomano y abrió Transilvania a mineros, comerciantes y artesanos valacos (rumanos), moldavos y serbios, que pronto comenzaron a poblar el principado, generando gran prosperidad económica. Fue un gran mecenas cultural, promotor del arte y las danzas y de las ciencias, llenando su corte de extranjeros y sabios llegados de Italia, España, Alemania y muchas otras naciones. Pronto Kolozsvár se convirtió en la capital mercantil y cultural de toda Europa Central, y el Principado en una pequeña potencia que mantuvo viva la llama cultural húngara, pues los territorios centrales del reino se hallaban ocupados por los otomanos y despoblados en su mayoría, y los territorios occidentales se hallaban en manos de los Habsburgo.
Bethlen actuó de una manera paciente y en 1615 firmó un acuerdo con los representantes de Matías de Habsburgo, quien había sido elegido emperador germánico solo dos años antes. Por otra parte, el Imperio otomano exigió la entrega de la ciudad de Lipova en Transilvania en 1616, lo cual significó una gran pérdida, puesto que esta era la puerta comercial al territorio bajo ocupación turca en el centro del reino de Hungría.

##### La guerra de los Treinta Años
En 1618 estalló la guerra de los Treinta Años y al año siguiente falleció el emperador, siendo sucedido por Fernando II de Habsburgo, quien fue coronado igualmente como rey húngaro. Bethlen, calvinista, vio el conflicto como una oportunidad de enfrentarse frontalmente a los Habsburgo y manifestó su desaprobación a las sanciones antiprotestantes tomadas por Fernando II contra Bohemia. Al organizarse la liga de países protestantes, Bethlen fue uno de los primeros en unirse, pues si el emperador católico era derrotado, Hungría podría ser reunificada, y el príncipe de Transilvania colocado a su cabeza. De esta manera, sería un monarca húngaro quien gobernaría de nuevo el reino y no por el contrario uno germánico desde la corte de Viena como sucedía desde hacía décadas.
Tras recibir la aprobación del sultán turco, Bethlen partió vía Viena con el ejército transilvano, con soldados hajdú y székely para unirse a la Unión Protestante. En ese mismo año conquistó las ciudades de Kassa, Érsekújvár y Bratislava, llegando también a sus manos la Santa Corona Húngara. En 1620, una asamblea de nobles húngaros reunidos en Bratislava le ofreció el título de rey húngaro, pero no lo utilizó, solo tomó el de príncipe de Hungría, y firmó un tratado con Fernando II. La asamblea húngara de Bestercebánya le ofrece nuevamente el título de rey húngaro a Bethlen, pero este no se hace coronar. Ese mismo año la liga Católica se rehízo y obtuvo una victoria y en 1622 Bethlen firmó la paz de Nikolsburg, por la que el príncipe renunciaba al título de rey de Hungría y Fernando II le otorgaba siete provincias a cambio.
En 1624 condujo una segunda campaña contra los Habsburgo, no tan favorable como la primera que terminó con la paz de Viena el 8 de mayo del mismo año. Sin darse por vencido, Bethlen intentó establecer una gran coalición protestante contra los Habsburgo y tomó por esposa a Catalina de Brandeburgo en 1626, a la que la Gran Asamblea designó como su sucesora, puesto que Bethlen no tenía hijos varones. Ese mismo año, emprendió su tercera campaña contra el emperador Fernando II, y tras estimar que no obtendría la victoria, acordó una nueva paz en Bratislava basada en los puntos de la anterior de Nikolsburg.
Gabriel Bethlen murió en 1629, sin ver cumplido su sueño de reunificar Hungría e independizarla de los Habsburgo, como le había ocurrido a Esteban Bocskai décadas antes.

##### Catalina de Brandeburgo elige sucesor (1630)
Tras la muerte de Gabriel Bethlen, su esposa Catalina de Brandeburgo asumió el gobierno del principado y de inmediato entregó al emperador germánico las tierras del norte de Hungría. Los soldados hajdú y muchos otros no querían jurar fidelidad al rey húngaro. Sin embargo, uno de los mayores terratenientes húngaros, Jorge Rákóczi, hijo del fallecido Segismundo Rákóczi, no hizo nada al respecto. Esos acontecimientos deterioraron la relación entre Catalina y el regente Esteban Bethlen (1582-1648), el hermano menor del fallecido príncipe.
Por otra parte, el hijo del regente, también llamado Esteban Bethlen como su padre, alcalde de la ciudad de Nagyvárad, y David Zólyomi decidieron hacerse cargo del asunto de los hajdú y declararse partidarios de Jorge Rákóczi I, con la esperanza de que este dirigiese al nuevo ejército que se oponía a Catalina y a Esteban Bethlen padre. Su intento no resultó exitoso por la cautela de Rákóczi, quien decidió no ponerse al frente del alzamiento en ese momento. El 9 de septiembre de 1630 se logró ensamblar el ejército real, y el joven Esteban Bethlen abrió las puertas de la ciudad de Várad al ejército de Rákóczi, quien lo conducía hacia Viena. 
Ahí el 3 de octubre se enteró de que cinco días antes, el 28 de septiembre, Catalina había sido obligada a renunciar al trono siendo sucedida por su cuñado Esteban Bethlen. Los nobles que lo eligieron claramente le temían, y el propio nuevo príncipe se esforzó por dar una imagen de mala reputación de Rákóczi ante los turcos. pero Catalina simpatizaba con Rákóczi, puesto que no olvidaba la afrenta de la destitución de Bethlen contra ella. Los otomanos no lograban decidir cuál sería al que apoyarían, así que pronto enviaron dos cartas a la viuda, una con el nombre de Rákóczi y otra con el de Bethlen.
Esteban Bethlen no llegó a gobernar 3 meses, pues una asamblea nacional celebrada en Sárospatak el 1 de diciembre de 1630 lo obligó a renunciar a su cargo al leer Catalina la carta nombrando príncipe de Transilvania a  Jorge Rákóczi I, hijo del fallecido Segismundo Rákóczi, que también había sido príncipe de Transilvania.

#### Los Rákóczi en el poder (1630-1660)
Jorge Rákóczi I continuó con una política similar a la del fallecido Bethlen y se alió a las facciones protestantes de la guerra de los Treinta Años. Sin embargo, luego de varios ataques, no obtuvo victorias importantes contra los Habsburgo y se conformó con gobernar dentro de las fronteras de su Principado. De confesión calvinista, fundó numerosas escuelas calvinistas y persiguió a todos aquellos que respetaban el sábado y que de alguna forma ofendiesen su religión en Transilvania. El 6 de octubre de 1636 enfrentó y venció a Esteban Bethlen, el destituido príncipe transilvano, quien trataba de recuperar el trono con ayuda del pachá de Buda. Por otra parte, Rákóczi otorgó gran libertad a los voivodas rumanos de Valaquia, ganando simpatía entre ellos.
El mismo anhelo de Bocskai y Gabriel Bethlen de recuperar Hungría sería compartido por Jorge Rákóczi I. Tras asegurar nuevamente su control sobre sus fronteras, después de pedir la aprobación del sultán, condujo un par de años después, en la primavera de 1644, una campaña contra el emperador Fernando III de Habsburgo, aliándose con los suecos y franceses protestantes. Habiendo ocupado los territorios húngaros del emperador se dispuso a avanzar hacia Viena, pero el sultán se lo prohibió y le ordenó regresar a Transilvania. El contrataque de Fernando III lo obligó a retroceder hasta el río Tisza. Aunque parecía que la victoria estaba en manos del emperador, pronto se vio forzado a firmar la paz en diciembre de 1645, donde permitió la libertad religiosa entre sus súbditos y le entregó varias provincias húngaras a Jorge Rákóczi. Con esto terminó su participación en la guerra de los Treinta Años, que culminó tres años después en 1648 con la victoria de los Habsburgo católicos.
El 11 de octubre de 1648 murió Jorge Rákóczi I, siendo elegido en su lugar su propio hijo del mismo nombre, conocido como Jorge Rákóczi II a partir de su nombramiento como príncipe.

##### Declive de la figura del príncipe transilvano
Jorge Rákóczi II aprovechándose de la buena situación interna que le dejó su padre, se volvió hacia la política exterior para ampliar la influencia transilvana en Europa —como había hecho Esteban Báthory un siglo antes—, en un momento en extremo hostil, en el que la enemistad entre los cosacos y polacos se enconaba. En 1648, apoyó por primera vez la candidatura de su hermano Sigismond II Rákóczi al trono de la República de las Dos Naciones. El debilitamiento del poder otomano le permitió intervenir en los principados del Danubio para instalar príncipes que le fueran leales: en 1653 expulsó de Moldavia a aquellos partidarios de los cosacos que traían el caos a la región e instaló a Gheorghe Ștefan;  en 1655 se opuso al alzamiento de soldados mercenarios y después de vencerlos, sometió al voivoda valaco Constantin Brâncoveanu e instaló a Constantine I Șerban Basarab, consiguiendo el respeto de los altos nobles europeos, entre ellos el recientemente elegido emperador y rey húngaro Leopoldo I de Habsburgo. Rákóczi no se ocupó mucho de los asuntos otomanos y protestó contra la acusación que le hicieron de que el príncipe estaba abusando de los valacos, a pesar de pagarle tributos.
En 1655 surgió una guerra entre Polonia y Suecia por la sucesión del trono polaco parte de la guerra de los Treinta Años. Rákóczi intervinó como aliado de las potencias protestantes de Suecia y Brandeburgo contra la Polonia católica. Rákóczi aun pensaba en hacerse con el trono de Polonia y aunque el año anterior los propios polacos le habían ofrecido la corona con la condición de enfrentar al rey Carlos X Gustavo de Suecia, había rehusado para no generar conflictos con el poderoso soberano. Pero ahora se alió con el propio Carlos X para obtener la corona polaca mediante una invasión militar. El príncipe transilvano no consultó al sultán ese movimiento político-militar de gran alcance ni pidió permiso para realizar dicha campaña contra un aliado de los otomanos. En enero de 1657 Rákóczi partió para enfrentar al nuevo rey Juan II Casimiro Vasa de Polonia, llevándose a los ejércitos moldavos consigo.
La recuperación del poder otomano bajo el gran visir Mehmed Köprülü (r. 1656-1661), que había sido nombrado en septiembre del año anterior cuando tenía 73 años, fue fatal para Rákóczi. Los otomanos impusieron de nuevo una política de mano dura y el 17 de enero de 1657, incluso antes de que Rákóczi dejara el país, ya habían obligado a la Gran Asamblea a nombrar como regentes a los nobles Ákos Barcsay (sobrino de Gabriel Bethlen) y a Francisco Rhédey. Después de que Rákóczi se negase a comparecer ante el gran visir, este ordenó que los nobles regentes de Transilvania rompiesen las relaciones con él y su gente, pero estos no se atrevían a darle la espalda al príncipe transilvano. Los representantes de Rákóczi en la Sublime Puerta (incluido Jakab Harsányi Nagy), fueron arrestados y encarcelados en la fortaleza de las Siete Torres (agosto de 1657).
Los inicios de la campaña polaca de Rákóczi habían sido exitosos, pero pronto los ejércitos cosacos y rumanos le abandonaron, resistiendo  durante un breve periodo confiando sus ejércitos al noble húngaro Juan Kemény. Pero
Köprülü envió a los tártaros de Crimea de Mehmed IV Giray, vasallo suyo, a atacar Transilvania como represalia. Los tártaros destruyeron Transilvania a su voluntad, justo como habían hecho en 1241 bajo el reinado de Béla IV de Hungría. Y obligaron a Rákóczi a retirarse de Polonia y a dimitir el 25 de octubre de 1657, aunque se negó a reanudar su obediencia al sultán. Por petición de los otomanos, el 2 de noviembre de 1657 fue elegido un nuevo príncipe, Francisco Rhédey (r. 1657-1658), bien relacionado con ellos. De inmediato Jorge Rákóczi II regresó con soldados hajdú y székely, y el  9 de enero de 1658 retomó por la fuerza su cargo obligando a Rhédely a renunciar a su favor.
Tras el golpe de Estado, Rákóczi pidió asistencia contra los otomanos al emperador Leopoldo I, pero este no respondió. Cansado, Mehmed Köprülü decidió poner orden él mismo, y al frente de sus tropas y con sus aliados tártaros invadió el país. Ocupó las fortalezas de Jenő y expulsó a los voivodas rumanos leales a Rákóczi. Los turcos y sus aliados tártaros tomaron la capital Gyulafehérvár, matando y capturando y esclavizando a 50.000 personas. El gran visir hizo que la asamblea escogiese como príncipe a Ákos Barcsay, su protegido, subiendo al trono el 7 de octubre de 1658. Ákos impidió que Francisco Rákóczi I, el hijo del fallecido príncipe destituido, pudiese reclamar sus derechos sucesorios en Transilvania. Para asegurar la paz, Ákos prometió un enorme tributo a los otomanos, entregándoles también varios territorios húngaros y prometiendo la captura de varios voivodas valacos y del propio Jorge Rákóczi II, con lo que logró que las tropas turcas se retirasen en octubre del mismo año. Para proteger el Principado, Barcsay viajó en septiembre de 1659 al vilayato de Temesvár, y se reunió con el pachá, asegurándose la paz. Mientras tanto Rákóczi aprovechó para entrar en Transilvania con un ejército y se hizo nombrar nuevamente príncipe el 27 de septiembre de 1659.
Pronto las fuerzas otomanas actuaron y se libraron varias batallas contra Rákóczi, quien recibió una herida mortal en la batalla de Szászfenes el 22 de mayo de 1660, falleciendó el 7 de junio en Várad. Por otra parte, Barcsay acordó el pago de un alto tributo al sultán para así congraciarse con este, pero a causa de un retraso en el pago, el gran visir de Buda lo puso bajo arresto domiciliario. Los otomanos se anexionaron de Yanova (Jenö) el 1 de agosto y de Várad el 27 de agosto. A finales de agosto Barcsay fue liberado tras cancelar una parte del pago. La popularidad de Barcsay disminuyó entre los nobles húngaros e incluso comenzaron a apoyar a Juan Kemény, un reconocido guerrero de la época de Jorge Rákóczi II que no deseaba que el cargo de príncipe de Transilvania fuese ocupado por un monarca totalmente obediente al sultán. Después de varios enfrentamientos, para evitar una guerra civil, Barcsay pactó con Kemény y renunció a su cargo el 31 de diciembre de 1660, sin superar los tres meses.
Tras ocupar el trono, Kemény inició una cacería donde hizo ejecutar a muchos nobles húngaros simpatizantes de los otomanos, y rompió relaciones con el gobierno del sultán. De inmediato Kemény comenzó una serie de negociaciones con el emperador y rey húngaro Leopoldo I de Habsburgo, donde planeaba que Transilvania pasase a manos de poderes cristianos y el reino de Hungría se reunificase finalmente. Pero el sultán sumido en cólera envió los ejércitos otomanos sobre Transilvania para ocuparla, tras lo cual Kemény huyó a Viena buscando la protección de Leopoldo I. Los turcos eligieron entonces el 14 de septiembre de 1661 a Miguel Apafi I, un nuevo príncipe al cual pensaban manipular como desearan. Al poco tiempo se sucedieron varios enfrentamientos armados entre ambos bandos, que concluyeron el 23 de enero de 1662 con la muerte de Juan Kemény en la batalla de Nagyszőllős por no haber recibido suficientes refuerzos germánicos.

#### Avance de los otomanos hacia occidente y el movimiento rebelde de Emérico Thököly (1660-1686)
Miguel Apafi I nuevo monarca transilvano estaba totalmente sometido a la voluntad otomana y así, en 1663, avanzó junto con el gran visir Ahmed Köprülü hacia Viena para atacarla. El intento resultó un fracaso y en 1664 se firmó la paz de Vasvár entre el sultán y Leopoldo I, quien reconoció que Transilvania seguía siendo un territorio del Imperio otomano.
Apafi, obedeciendo órdenes del sultán, rechazó auxiliar a las provincias húngaras que se rebelaban contra los Habsburgo y posteriormente, cuando Francia y Polonia emprendieron una guerra contra el Sacro Imperio Romano Germánico en 1671, nuevamente declinó el ofrecimiento de participar por la prohibición de los turcos. 
Aprovechando la debilidad de los alemanes tras tantas guerras, estalló un movimiento anti-Habsburgo en los territorios húngaros bajo su control. Lo componían fugitivos políticos húngaros de las regiones turcas y germánicas que se habían dado a los otomanos o a los Habsburgo, respectivamente, y a partir de 1673 comenzaron a reunirse e hicieron de Pablo Wesselényi su comandante. Los transilvanos fugitivos escogieron como jefe al conde Miguel Teleki, y ambos bandos se reunieron en 1672 en Torda; se adueñaron de las ciudades húngaras de Szádvár y Torna (1675) y de Ónod (1676). En ese mismo año, Miguel Apafi I nombró jefe supremo del movimiento a Teleki y ordenó a Wesselényi que renunciase al mando, pero este no lo hizo y continuó luchando por su propia cuenta.
En 1677 el conde transilvano Emérico Thököly se unió al movimiento con permiso de Miguel Apafi I; ascendió rápidamente hasta ser el segundo al mando en 1678. En 1679, tras la enfermedad de Teleki, el príncipe transilvano lo nombró sustituto. Se produjeron enfrentamientos entre los húngaros fugitivos y las tropas del emperador hasta el 13 de noviembre de 1681, cuando los enviados de Thököly firmaron un tratado de paz con Leopoldo I de Habsburgo. Entre las peticiones de Thököly figuraba que el emperador le otorgase al húngaro el control sobre las provincias de la Hungría germánica, que eran de la familia Rákóczi, y que le permitiese casarse con la noble Helena Zrínyi, viuda de Francisco Rákóczi I. La respuesta resultó desilusionante, pues el emperador obvió todos los requisitos y solo permitió el matrimonio (que se celebró posteriormente en 1682).

#### La reunificación del Reino de Hungría

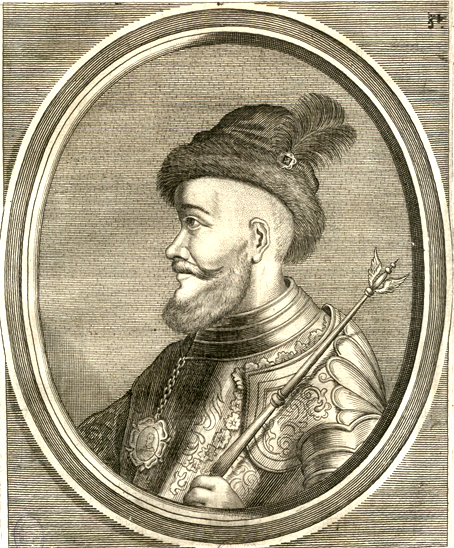
Miguel Apafi I, príncipe de Transilvania.

El nuevo monarca transilvano Miguel Apafi I continuó enfrentando al emperador germánico Leopoldo I de Habsburgo, y solo fueron detenidas las ofensivas húngaras cuando en 1664 se firmó la paz de Vasvár, donde Transilvania fue reconocida como Estado vasallo de los otomanos. Apafi no resultó ser un gobernante eficiente, pues obedecía los designios del sultán turco, aun cuando esto significó unirse a los ejércitos otomanos en el asedio de Viena de 1683. Desde luego, Apafi consideraba esto apropiado, pues podría conseguir deshacerse de los Habsburgo y reunificar el reino húngaro, y después resolvería el problema de su independencia de los turcos, si es que resultaba un serio inconveniente. Sin embargo, los ejércitos otomanos fueron derrotados y se vieron forzados a huir hacia territorios húngaros, tras lo cual la Santa Liga Católica comandada por el emperador germánico Leopoldo I de Habsburgo, también rey de Hungría decidió enviar una ofensiva a gran escala para expulsar a los turcos del reino de Hungría en 1686. De esta manera, los ejércitos cristianos comenzaron a barrer a las tropas turcas de los territorios húngaros centrales que llevaban más de un siglo ocupados. Los ejércitos imperiales comandados por Carlos V de Lorena, Maximiliano II Manuel de Baviera, el rey Juan III Sobieski de Polonia y el príncipe Eugenio de Saboya, entre muchos otros nobles, continuaron ganando batalla tras batalla, produciéndose la Liberación de Buda, la capital húngara que se hallaba en manos turcas desde 1541, hasta que en 1687 las fuerzas cristianas ocuparon exitosamente Transilvania. Apafi se rindió entonces ante Leopoldo I quien después de todo era el legítimo rey de Hungría, y luego de algunos enfrentamientos para someter a la nobleza transilvana, el Estado se debilitó peligrosamente. Esto se agravó cuando en 1690 murió el príncipe Miguel Apafi I, dejando a su hijo de 14 años de edad como heredero al trono transilvano.
La asamblea transilvana escogió entonces al muy joven Miguel Apafi II como sucesor de su padre el fallecido príncipe del mismo nombre, y le pidieron al emperador germánico Leopoldo I que reconociese la soberanía y gobierno de Transilvania. Sin embargo, precisamente era eso lo que Leopoldo I no planeaba hacer. Emitió en 1690 el Diploma Leopoldinum, donde decidió la situación jurídico-política de Transilvania. Este documento rezaba que Transilvania a partir de ese momento estaba bajo el poder del Sacro Imperio Romano Germánico, y debían pagarle un alto impuesto anual a Leopoldo I, y que tres regentes, de las tres nacionalidades de Transilvania (húngaro, székely y sajón), debían administrar el Estado hasta que Miguel Apafi II cumpliese la edad apropiada para gobernar en nombre del emperador germánico. Por otra parte, fue fundada la cancillería transilvana en Viena, y Jorge Bánffy nombrado regente en 1691. Leopoldo I continuó orquestando hábilmente sus jugadas políticas y mudó al joven príncipe transilvano a Viena, donde le otorgó el título de príncipe imperial germánico, forzándolo a renunciar oficialmente en 1701 al trono del Principado de Transilvania (Miguel Apafi II vivió en la corte imperial en Viena hasta 1713 sin intervenir en la política directamente). 
Después de que el emperador germánico Leopoldo I de Habsburgo disolvió el título de príncipe de Transilvania, no contó con que uno de los condes húngaros que lo había enfrentado anteriormente continuaba ganando influencia. Cuando Miguel Apafi I fue derrotado en 1690, y su hijo lo sucedió en el trono, el sultán otomano escogió por otra parte al noble húngaro Emérico Thököly como príncipe de Transilvania. Thököly había conducido uan guerra de independencia contra los Habsburgo, y enormes extensiones septentrionales húngaras se hallaban bajo su poder. Sin embargo, pronto los ejércitos imperiales arribaron a Transilvania, y Thököly tuvo que renunciar a su cargo huyendo al exilio. En los siguientes años se produjeron enfrentamientos menores entre la nobleza húngara que no deseaba rendirse ante las fuerzas del emperador, hasta que finalmente se firmó en 1699 la Paz de Karlowitz, cuando se reunificó el reino de Hungría y se fijó una frontera para los otomanos más allá de Transilvania.

#### Francisco Rákóczi II: La última esperanza húngara de la guerra independentista contra los Habsburgo

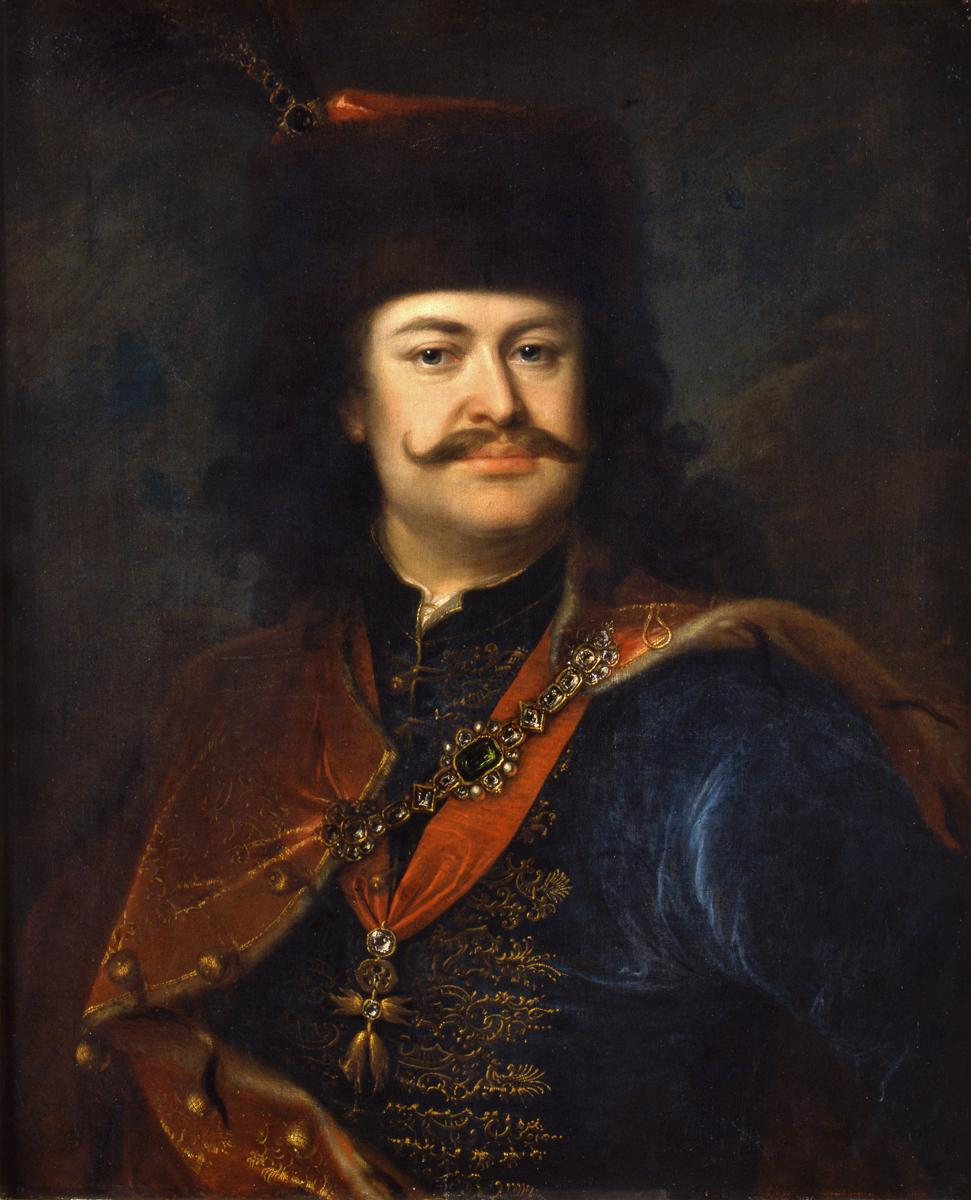
Francisco Rákóczi II

Cuando ya parecía que la causa húngara independentista, para establecer un Estado libre del control de los Habsburgo, estaba perdida, surgió una figura, descendiente de tres príncipes de Transilvania: Francisco Rákóczi II. Él era hijo del exiliado Francisco Rákóczi I y nieto del príncipe Jorge Rákóczi II, por lo tanto, siendo el heredero principal de la familia contaba con enormes extensiones de terreno, y grandes cantidades de dinero para financiar cualquier tipo de rebelión. 
Cuando los ejércitos de Leopoldo I de Habsburgo avanzaron sobre los territorios húngaros, muchas nobles se resistieron a rendirse a las fuerzas germánicas, tal fue el caso de su madre Helena Zrínyi y de su padrastro Emérico Thököly. Soportaron asedios, hasta que finalmente Zrínyi fue llevada con sus hijos (entre ellos Francisco Rákóczi II) ante el emperador en Viena. La madre fue separada de sus hijos y Francisco creció en la corte de Viena por un tiempo, hasta que en 1700 fue descubierto conspirando contra el emperador, intentando buscar aliados en Francia para alcanzar la independencia de Hungría. Fue arrestado, pero consiguió escapar con ayuda de un soldado prusiano y escapó a territorios polacos, donde su gente lo esperaba. Aprovechando la serie de conflictos surgidos durante la guerra de sucesión española que estalló en 1701, Rákóczi reanudó sus planes y consiguió un ejército de 6.000 soldados húngaros y de 600.000 mercenarios polacos con los que decidió marchar contra el emperador germánico en 1703. Si bien la nobleza no apoyó directamente esta rebelión, pues la consideraban un mero alzamiento campesino, los ejércitos de Rákóczi ocuparon los territorios septentrionales húngaros para finales de ese mismo año. Al poco tiempo avanzaron y Transdanubia pasó a sus manos. La asamblea de nobles de Transilvania reunida en Gyulafehérvár lo escogió entonces en 1704 como príncipe de Toda Hungría, tras lo cual continuó con sus ofensivas contra el imperio germánico. Sin embargo, una victoria germánica de Leopoldo I de Habsburgo frente a los franceses y bávaros en la batalla de Höchstädt (1704), puso en una posición en extremo ventajosa al emperador. En 1706 Rákóczi no pudo recibir apoyo francés, y pronto se vio forzado a retirar su ofensiva mantenida contra el nuevo emperador germánico José I de Habsburgo, hijo del fallecido Leopoldo I.
El 13 de junio de 1707 se reunió la Dieta húngara y fue declarada por Rákóczi la deposición de la Casa de Habsburgo como reyes húngaros. Sin embargo este movimiento político no tuvo éxito ya que el rey Luis XIV de Francia se negó a negociar con el noble húngaro, porque ya no se le hacía conveniente. En 1708 se produjo la batalla de Trencín, donde Rákóczi solo tuvo que enfrentar a las tropas germánicas del emperador. Su caballo tropezó y lo arrojó al suelo donde perdió el conocimiento, y pensando que estaba muerto, muchos de sus solados abandonaron el campo de batalla. Este hecho fue desastroso para su rebelión, que fue decayendo cada vez más, viéndose forzado a huir el mismo Rákóczi a Polonia en febrero de 1711. Viendo su causa perdida y sin aliados, Rákóczi huyó a territorios del Imperio otomano, donde murió en el exilio años más tarde. Por otra parte, el nuevo emperador Carlos VI del Sacro Imperio Romano Germánico, quien había sucedido a su hermano José I de Habsburgo ese mismo año, se encargó de sujetar firmemente con su poder a toda Hungría, la cual se dio ante su rey legítimo, ante la ausencia de otros líderes que pudiesen enfrentarlo.

## El destino de la región de Transilvania
A partir de este momento, Hungría sufrió un proceso de recatolización promovido por los Habsburgo. Paulatinamente las ciudades comenzaron a recobrar vida, y entre muchas de las medidas adoptadas, se repoblaron zonas enteras con inmigrantes germánicos y eslavos. Por otra parte, las regiones orientales del reino húngaro, especialmente Transilvania, comenzaron a recibir enormes cantidades de inmigrantes rumanos que huían desde Valaquia, buscando refugio de los turcos y mejores oportunidades de vida. Con el paso de los siglos, eventualmente la población rumana en Transilvania aumentó considerablemente y superó a la húngara, por lo cual después de la Primera Guerra Mundial y de la derrota húngara, la región transilvana fue otorgada a Rumania el 1 de diciembre de 1918.

## Política

### Estado independiente
El Principado de Transilvania a menudo se conoce como un país independiente y el único guardián de la soberanía estatal húngara durante la Hungría histórica de tres partes. El principado era un vasallo del Imperio otomano , pero esto no significaba el dominio turco directamente sobre el país. Fue más bien un tratado mutuo entre los dos gobernantes, realizado voluntariamente por los príncipes de Transilvania.
La dependencia ha beneficiado a ambos países. Para Transilvania, el patrocinio turco fue una garantía de un estado independiente contra el incesantemente amenazante Imperio de los Habsburgo . Los gobernantes del país fueron elegidos libremente por el Parlamento de Transilvania . Sin embargo , el príncipe elegido recibió sus insignias de poder del sultán , y su reinado requirió aprobación. El príncipe de Transilvania pagaba un impuesto anual (haraj) al Imperio otomano y, en sus asuntos exteriores y militares, no solía actuar sin el consentimiento del sultán. Pero era completamente independiente en su política interna. No había ejército turco estacionado en Transilvania. Solo el embajador del sultán estuvo presente en Gyulafehérvár, así como el Príncipe de Transilvania tenía una representación diplomática permanente en Estambul (la llamada "Casa de Transilvania").
En su mayor parte, los príncipes de Transilvania intentaron no tomar medidas que ofendieran a la Alianza turca, por ejemplo, para evitar actividades abiertas de política exterior destinadas a la reunificación del Reino de Hungría. A cambio, el sultán también renunció a intervenir en la política interna de Transilvania y cualquier restricción a la independencia de los príncipes. Si hubiera tratado de hacerlo, el Principado de Transilvania, como sucesor del antiguo Reino húngaro, habría esperado la intervención de los Habsburgo, que reinó como húngaro. Aunque esta intervención de los Habsburgo nunca fue realmente efectiva, fue suficiente para disuadir a los turcos del príncipe de Transilvania. Esta fue la famosa "política de oscilación" de los príncipes de Transilvania.
Por lo tanto, Transilvania era un estado verdaderamente independiente, a diferencia de los voivodatos en Valaquia y Moldavia. Los dos estados rumanos que también eran leales a los turcos tampoco eran independientes en su política interna, ya que los candidatos voivodas que competían constantemente por el poder habían sometido a su país a los sultanes de los turcos, que siempre ocupaban su trono, a menudo criados en Estambul.

### Política religiosa
En el siglo XVI, casi todos los húngaros se convirtieron a la religión reformada (calvinista), que se convirtió en un "problema nacional" vinculado a la oposición a los Habsburgo católicos. Mientras que en Europa Occidental las crueles guerras de religión se desarrollaban. El primer Príncipe de Transilvania, Juan Segismundo, que era unitario, aprobó en 1568, el Edicto de Turda que supuso unos de los primeros actos de libertad de religión y conciencia. El apoyo de Transilvania a la Reforma tuvo un gran impacto en el desarrollo de la ciencia y la literatura húngaras también.

### Anexo:Príncipes y princesas consortes de Transilvania
| Imagen | Inicio                   | Fin                      | Nombre príncipe | Título(s) | Religión | Imagen | Nombre reina |
|        | 1570                     | 1571                     | Juan Segismundo Szapolyai (7 de julio de 1540 - 14 de marzo de 1571) (hijo de Juan I de Hungría y de Isabel de Polonia) | • Príncipe de Transilvania • Rey electo de Hungría como Juan II (nunca fue coronado ni reinó) (1540-1551, 1559-1570) | Unitarismo | | No se casó |
|        | 25 de mayo de 1571       | 12 de diciembre de 1586  | Esteban Báthory (27 de septiembre de 1527-12 de diciembre de 1586) (hijo de Esteban Báthory de Somlya y de Catalina Telegdi) | • Príncipe de Transilvania • Voivoda de Transilvania (1571-1576) • Rey de Polonia, como Esteban I (1576-1586) | Catolicismo | | Ana de Polonia (1576, sin hijos) |
|        | 1586                     | 1598                     | Segismundo Báthory (1.º mandato) (1572-27 de marzo de 1613) (hijo de Cristóbal Báthory y de Erzsébet Bocskai y sobrino de Esteban Báthory) | • Príncipe de Transilvania (abdicó por los ducados de Opole y Ratibor) • Voivoda de Transilvania (1581-1586) | Catolicismo | | María Cristina de Austria (1595, sin hijos) |
|        | 1598                     | 1598                     | Transilvania es administrada por comisionados imperiales en nombre de Rodolfo II del Sacro Imperio Romano Germánico. | Transilvania es administrada por comisionados imperiales en nombre de Rodolfo II del Sacro Imperio Romano Germánico. | Transilvania es administrada por comisionados imperiales en nombre de Rodolfo II del Sacro Imperio Romano Germánico. | Transilvania es administrada por comisionados imperiales en nombre de Rodolfo II del Sacro Imperio Romano Germánico. | Transilvania es administrada por comisionados imperiales en nombre de Rodolfo II del Sacro Imperio Romano Germánico. |
|        | 1598                     | 1599                     | Segismundo Báthory (2.º mandato) | • Príncipe de Transilvania (abdicó en favor de su primo Andres Báthory) | Catolicismo | | María Cristina de Austria (1595, sin hijos) |
|        | 29 de marzo de 1599      | 3 de noviembre de 1599   | Andrés Báthory (1566-3 de noviembre de 1599 (hijo de Andrés Báthory y de Margit Majláth; sobrino de Esteban Báthory y primo de Segismundo Báthory) | • Príncipe de Transilvania (asesinado por Székelys después de su derrota por el voivoda Miguel el Valiente de Valaquia en la batalla de Sellemberk) • Antiguo Cardenal | Catolicismo | | no se casó |
|        | 20 de noviembre de 1599  | 5 de octubre de 1600     | Transilvania es administrada por el voivoda Miguel el Valiente de Valaquia, reconocido por la Dieta como gobernador imperial del Rodolfo II del Sacro Imperio Romano Germánico. Además, Miguel ocupó Moldavia en 1600 y se autodenominó «Por la gracia de Dios, gobernante de Valaquia, Transilvania y Moldavia» entre el 6 de junio de 1600 y diciembre de 1600. En su correspondencia con el emperador Rodolfo II, siempre se autodenominó «locum tenens» del emperador. | Transilvania es administrada por el voivoda Miguel el Valiente de Valaquia, reconocido por la Dieta como gobernador imperial del Rodolfo II del Sacro Imperio Romano Germánico. Además, Miguel ocupó Moldavia en 1600 y se autodenominó «Por la gracia de Dios, gobernante de Valaquia, Transilvania y Moldavia» entre el 6 de junio de 1600 y diciembre de 1600. En su correspondencia con el emperador Rodolfo II, siempre se autodenominó «locum tenens» del emperador. | Transilvania es administrada por el voivoda Miguel el Valiente de Valaquia, reconocido por la Dieta como gobernador imperial del Rodolfo II del Sacro Imperio Romano Germánico. Además, Miguel ocupó Moldavia en 1600 y se autodenominó «Por la gracia de Dios, gobernante de Valaquia, Transilvania y Moldavia» entre el 6 de junio de 1600 y diciembre de 1600. En su correspondencia con el emperador Rodolfo II, siempre se autodenominó «locum tenens» del emperador. | Transilvania es administrada por el voivoda Miguel el Valiente de Valaquia, reconocido por la Dieta como gobernador imperial del Rodolfo II del Sacro Imperio Romano Germánico. Además, Miguel ocupó Moldavia en 1600 y se autodenominó «Por la gracia de Dios, gobernante de Valaquia, Transilvania y Moldavia» entre el 6 de junio de 1600 y diciembre de 1600. En su correspondencia con el emperador Rodolfo II, siempre se autodenominó «locum tenens» del emperador. | Transilvania es administrada por el voivoda Miguel el Valiente de Valaquia, reconocido por la Dieta como gobernador imperial del Rodolfo II del Sacro Imperio Romano Germánico. Además, Miguel ocupó Moldavia en 1600 y se autodenominó «Por la gracia de Dios, gobernante de Valaquia, Transilvania y Moldavia» entre el 6 de junio de 1600 y diciembre de 1600. En su correspondencia con el emperador Rodolfo II, siempre se autodenominó «locum tenens» del emperador. |
|        | 1600                     | 1601                     | Transilvania es administrada por el general Giorgio Basta en nombre de Rodolfo II del Sacro Imperio Romano Germánico | Transilvania es administrada por el general Giorgio Basta en nombre de Rodolfo II del Sacro Imperio Romano Germánico | Transilvania es administrada por el general Giorgio Basta en nombre de Rodolfo II del Sacro Imperio Romano Germánico | Transilvania es administrada por el general Giorgio Basta en nombre de Rodolfo II del Sacro Imperio Romano Germánico | Transilvania es administrada por el general Giorgio Basta en nombre de Rodolfo II del Sacro Imperio Romano Germánico |
|        | 1601                     | 1602                     | Segismundo Báthory (3.º mandato) | • Príncipe de Transilvania (huyó al extranjero después de su derrota por el general Giorgio Basta y Miguel el Valiente en la batalla de Goroszló, pero al poco tiempo regresó y abdicó) | Catolicismo | | María Cristina de Austria (1595, sin hijos) |
|        | 1601                     | 1603                     | Transilvania (o partes de Transilvania) es administrada por el general Giorgio Basta en nombre de Rodolfo II, emperador del Sacro Imperio Romano Germánico | Transilvania (o partes de Transilvania) es administrada por el general Giorgio Basta en nombre de Rodolfo II, emperador del Sacro Imperio Romano Germánico | Transilvania (o partes de Transilvania) es administrada por el general Giorgio Basta en nombre de Rodolfo II, emperador del Sacro Imperio Romano Germánico | Transilvania (o partes de Transilvania) es administrada por el general Giorgio Basta en nombre de Rodolfo II, emperador del Sacro Imperio Romano Germánico | Transilvania (o partes de Transilvania) es administrada por el general Giorgio Basta en nombre de Rodolfo II, emperador del Sacro Imperio Romano Germánico |
|        | 14 de abril de 1603      | 17 de julio de 1603      | Moisés Székely (c. 1553-17 de julio de 1603 (hijo de János Székely) | • Príncipe de Transilvania (respaldado por el gobernador otomano del vilayato de Timisoara derrota a Giorgio Basta; habiendo recibido el ahidnâme del sultán Mehmed III, declarado príncipe por una "Dieta en el campo militar"; muerto en la ahidnâme luchando contra el voivoda Radu Şerban de Valaquia y sus aliados Székely) | Unitarismo | | • desconocida (1.ª) • Anna Kornis (2.ª) (c. 1585, un hijo) |
|        | julio de 1603            | septiembre de 1603       | Transilvania es gobernada por Radu Şerban de Valaquia, que ostentaba el título de voivoda. | Transilvania es gobernada por Radu Şerban de Valaquia, que ostentaba el título de voivoda. | Transilvania es gobernada por Radu Şerban de Valaquia, que ostentaba el título de voivoda. | Transilvania es gobernada por Radu Şerban de Valaquia, que ostentaba el título de voivoda. | Transilvania es gobernada por Radu Şerban de Valaquia, que ostentaba el título de voivoda. |
|        | septiembre de 1603       | septiembre de 1604       | Transilvania es administrada por el general Giorgio Basta en nombre de Rodolfo II, emperador del Sacro Imperio Romano Germánico | Transilvania es administrada por el general Giorgio Basta en nombre de Rodolfo II, emperador del Sacro Imperio Romano Germánico | Transilvania es administrada por el general Giorgio Basta en nombre de Rodolfo II, emperador del Sacro Imperio Romano Germánico | Transilvania es administrada por el general Giorgio Basta en nombre de Rodolfo II, emperador del Sacro Imperio Romano Germánico | Transilvania es administrada por el general Giorgio Basta en nombre de Rodolfo II, emperador del Sacro Imperio Romano Germánico |
|        | 21 de febrero de 1605    | 29 de diciembre de 1606  | Esteban Bocskai (1 de enero de 1557-29 de diciembre de 1606) (hijo de George Bocskai y de Krisztina Sulyok) tío materno del príncipe Segismundo Báthory) | • Príncipe electo de Hungría (1605-1606) | Calvinismo | | Kata Hagymássy (1583, sin hijos) |
|        | 11 de febrero de 1607    | 5 de marzo de 1608       | Segismundo Rákóczi (1544-5 de diciembre de 1608 (hijo de János Rákócsi y de Sára Némethy y padre de Jorge Rákóczi I) | • Príncipe de Transilvania (abdicó en favor de Gabriel Báthory) | Calvinismo | | • Judit Bekény (1.ª) (1587, 1 hijo) • Anna Gerendi (2.ª) (1592, 3 hijos) • Borbála Telegdy (3.ª) (1596, sin hijos) |
|        | 7 de marzo de 1608       | 22 de octubre de 1613    | Gabriel Báthory (15 de agosto de 1589-27 de octubre de 1613) (hijo de Stephen Báthory y de Zsuzsanna Bebek; su padre era un sobrino del príncipe Stephen Báthory, él mismo sobrino del príncipe Andrés Báthory) | • Príncipe de Transilvania • Voivoda de Valaquia (1611) (expulsado por tropas otomanas que ayudaban a Gabriel Bethlen; asesinado por asesinos haiduques) | Catolicismo, luego Calvinismo | | Anna Palocsai-Horváth (1607, sin hijos) |
|        | 23 de octubre de 1613    | 15 de noviembre de 1629  | Gabriel Bethlen (15 de noviembre de 1580-15 de noviembre de 1629) (hijo de Farkas Bethlen y de Druzsina Lázár) | • Príncipe de Transilvania (elegido por asistencia otomana) • también elegido rey de Hungría (1620-1621) ; de acuerdo con la Paz de Nikolsburg de 1621 también duque de Opole y Ratibor en Silesia (1621-1629); según la misma paz, quedaron unidos al principado de por vida 7 condados (Abaúj, Bereg, Borsod, Szabolcs, Szatmár, Ugocsa y Zemplén) | Calvinismo | | • Zsuzsanna Károlyi (1.º) (1605, 3 hijos, todos muertos) • Catalina de Brandeburgo (1626, sin hijos) |
|        | 15 de noviembre de 1629  | 21 de septiembre de 1630 | Catalina de Brandeburgo< (28 de mayo de 1604-27 de agosto de 1649) hija de Juan Segismundo I de Brandeburgo y de Ana de Prusia | • Príncipe de Transilvania, viuda del príncipe Gabriel Bethlen; (su derecho al éxito que su esposo confirmó en su vida (1626) por la Dieta; generalmente se conoce como "príncipe" en lugar de "princesa"; abdicó) | Luteranismo | | • Gabriel Bethlen (1.º) (1626, sin hijos) • Francisco Carlos de Sajonia-Lauenburgo (1639) |
|        | 28 de septiembre de 1629 | 26 de noviembre de 1630  | Esteban Bethlen (1584-10 de enero de 1648) (hijo de Farkas Bethlen y de Druzsina Lázár) | • Príncipe de Transilvania, hermano del príncipe Gabriel Bethlen; elegido por la Dieta, pero luego con la oposición de George I Rákóczi | Calvinismo | | • Krisztina Csáky (1.º) (3 hijos) • Katalin Károlyi (3 hijos) |
|        | 1 de diciembre de 1630   | 11 de octubre de 1648    | Jorge Rákóczi I (8 de junio de 1593-11 de octubre de 1648) (hijo de Segismundo Rákóczi y de Anna Gerendi) | • Príncipe de Transilvania | Calvinismo | | Susana Lorántffy (1616, 4 hijos) |
|        | 11 de octubre de 1648    | 25 de octubre de 1657    | Jorge Rákóczi II (1.º mandato) (30 de enero de 1621-7 de junio de 1660) (hijo de George I Rákóczi y de Susana Lorántffy) | • Príncipe de Transilvania (príncipe elegido por la Dieta en vida de su padre (1642) en reconocimiento de su derecho a la sucesión; depuesto por el gran visir otomano Mehmed Köprülü) | Calvinismo | | Sofía Báthory (1643, 2 hijos) |
|        | 2 de noviembre de 1657   | 9 de enero de 1658       | Francisco Rhédey (1610-7 de mayo de 1667) (hijo de Francis Rhédey y de Kata Károlyi) | • Príncipe de Transilvania (príncipe elegido por la Dieta contra Jorge Rákóczi II por orden de la Sublime Puerta) | Calvinismo | | Druzsina Bethlen (1 hijo) |
|        | 14 de enero de 1658      | 30 de marzo de 1659      | Jorge Rákóczi II (2.º mandato) | • Príncipe de Transilvania (elegido nuevamente príncipe por la Dieta; expulsado por las tropas otomanas) | Calvinismo | | Sofía Báthory (1643, 2 hijos) |
|        | 7 de octubre de 1658     | 1659                     | Ákos Barcsay (1.º mandato) (c.1610-julio de 1661 (hijo de Sándor Barcsay y de Erzse Palatics) | • Príncipe de Transilvania (designado por la Sublime Puerta, luego elegido por la Dieta contra Jorge Rákóczi II; mientras visitaba al gobernador otomano del vilayato de Temesvár, su oponente regresó al principado) | Calvinismo | | • Erzsébet Szalánczy (1.ª, sin hijos) |
|        | 27 de septiembre de 1659 | 22 de mayo de 1660       | Jorge Rákóczi II (3.º mandato) | • Príncipe de Transilvania (elegido de nuevo príncipe por la Dieta; derrotado y muerto en una batalla en Szászfenes) | Calvinismo | | Sofía Báthory (1643, 2 hijos) |
|        | 22 de mayo de 1660       | 31 de diciembre de 1660  | Ákos Barcsay (2.º mandato) | • Príncipe de Transilvania (tras ser repuesto con la ayuda otomana, renunció ese mismo año; fue asesinada a los pcoos meses) | Calvinismo | | • Izabella Bánffy (2.ª, 1660, sin hijos) |
|        | 1 de enero de 1661       | 22 de enero de 1662      | Juan Kemény (14 de diciembre de 1607-22 de enero de 1662) (hijo de Balthasar Kemény y de Zsófia Tornyi) | • Príncipe de Transilvania | Calvinismo | | • Zsuzsa Kállai (1.ª) (1632, un hijo) • Anna Lónyai (1659, un hijo) |
|        | 14 de septiembre de 1661 | 15 de abril de 1690      | Miguel Apafi I (3 de noviembre de 1632-15 de abril de 1690) (hijo de George Apafi y de Borbála Petki) | • Príncipe de Transilvania | Calvinismo | | Ana Bornemissza (9 hijos) |
|        | 10 de junio de 1690      | 1701                     | Miguel Apafi II (13 de octubre de 1676-1 de febrero de 1713) (hijo de Miguel Apafi I y de Ana Bornemissza) | • Príncipe de Transilvania Príncipe elegido por la Dieta en vida de su padre (1681) en reconocimiento de su derecho a la sucesión; nunca instalado, ya que fue llevado a la fuerza en 1696 a Viena debido a su matrimonio sin la aprobación previa de Leopoldo I del Sacro Imperio Germánico; abdicó de su título en 1701. | Calvinismo | | Condesa Kata Bethlen (1694, sin hijos) |
|        | 22 de septiembre de 1690 | 25 de octubre de 1690    | Emérico Thököly (25 de septiembre de 1657-13 de febrero de 1705) (hijo de Count Stephen Thököly y de Mária Gyulaffi) | • Príncipe de Transilvania • Príncipe de la Alta Hungría Declarado rey vasallo de Principado de Alta Hungría (Alta Hungría) por el sultán Mehmed IV, nunca elegido y coronado.[cita requerida] | Calvinismo | | Condesa Helena Zrínyi (1683, 2 hijos) |
|        | 8 de julio de 1704       | febrero de 1711          | Francisco Rákóczi II (27 de marzo de 1676- 8 de abril de 1735) (hijo de Francisco Rákóczi I y de Helena Zrínyi | • Príncipe de Transilvania • Príncipe de Hungría | Catolicismo | | Carlota Amalia de Hessen-Rheinfels-Wanfried (1694, 4 hijos) |

Aclaraciones:
- Gaspar Békés fue designado por Juan Segismundo en su testamento en 1571 como príncipe, pero fue rechazado por los nobles que eligieron a Esteban Báthory. Fue derrotado en la contienda civil subsiguiente y acabó sometiéndose a su vencedor.
- Cuando Esteban Báthory fue elegido rey de Polonia en 1586 abandonó Transilvania más no renunció a su título de Príncipe. Entonces colocó como regente transilvano a su hermano mayor Cristóbal Báthory que gobernó en su nombre entre 1576 y 1581.
- Francisco Rákóczi I, hijo de Jorge Ráckózi II fue elegido príncipe (1654-1660) en vida de su padre pero nunca gobernó de facto. Su hijo Francisco Rákóczi II alcanzó gran protagonismo encabezando una guerra independentista contra los Habsburgo.

### Citas

#### Barta
1. 1 2  Barta, 1994.
2. 1 2  Barta, 1994, p. 295.
3. ↑  Barta, 1994, pp. 295-296.
4. 1 2 3  Barta, 1994, p. 296.
5. ↑  Barta, 1994, pp. 296-297.
6. ↑  Barta, 1994, pp. 296, 297.
7. ↑  Barta, 1994, p. 297.
8. ↑  Barta, 1994, pp. 304-305.
9. ↑  Barta, 1994, pp. 305-309.
10. ↑  Barta, 1994, pp. 314-315, 321-324.
11. 1 2  Barta, 1994, p. 326.

#### Markó
1. ↑  Markó, 2000, p. 110.
2. ↑  Markó, 2000, pp. 252, 259-260.
3. 1 2  Markó, 2000, pp. 260, 264-265.
4. 1 2 3  Markó, 2000, pp. 101-102.
5. ↑  Markó, 2000, pp. 263, 293-295.
6. ↑  Markó, 2000, pp. 97-98.
7. ↑  Markó, 2000, p. 112, 113.
8. ↑  Markó, 2000, pp. 296-297.
9. ↑  Markó, 2000.
10. ↑  Markó, 2000, p. 97.
11. ↑  Markó, 2000, pp. 104-105.
12. 1 2  Markó, 2000, pp. 293, 298-299.
13. ↑  Markó, 2000, pp. 118-119.
14. ↑  Markó, 2000, pp. 98-99.
15. ↑  Markó, 2000, pp. 305-309.
16. ↑  Markó, 2000, p. 102, 103.
17. 1 2  Markó, 2000, p. 104.
18. ↑  Markó, 2000, pp. 314-315, 325-326.
19. ↑  Markó, 2000, pp. 115-117.
20. 1 2 3  Markó, 2000, pp. 117-118.
21. ↑  Markó, 2000, pp. 352, 356.
22. ↑  Markó, 2000, p. 119.
23. 1 2  Markó, 2000, pp. 96-97.
24. ↑  Markó, 2000, pp. 110-111.
25. ↑  Markó, 2000, pp. 94-95.
26. ↑  Markó, 2000, p. 95.
27. ↑  Markó, 2000, pp. 120-122.
28. ↑  Markó, 2000, p. 113-115.

### Sitios web
1. ↑  «GABRIEL BÁTHORY» (en inglés). Consultado el 30 de diciembre de 2019.
2. ↑  Algora, María Dolores (2002). Estudios sobre la Europa Oriental. Universitat de València. ISBN 978-84-370-5413-1. Consultado el 11 de junio de 2023.
3. ↑  „A kétlenség (kénytelenség) cselekedtette velünk oly protektort keresnünk, kinek szárnya alatt azok (a Habsburgok) ellen magunkat országostól megoltalmazhatnánk. Az én tetszésem és tanácsom az én hazámhoz ez: hogy valamíg egyéb nem lehet benne, a török nemzettel való egyességet szenvedhető károkkal is megtartsák, tőle el ne szakadjanak, hanem útonmódon kedvét keressék.” Bethlen Gábor végrendeletéből (Forrás: Bakos Annamária: Bethlen Gábor külpolitikája)
4. ↑  http://www.aetas.hu/2003_2/2003-2-20.htm Archivado el 6 de julio de 2007 en Wayback Machine. Erdély és a török Porta viszonya a mai romániai történetírásban, Aetas, 2003/2
5. ↑  Erdély története I. kötet/IV/1. A Keleti Magyar Királyságtól az Erdélyi Fejedelemségig Lásd az "Ország születik" című fejezetet!
6. 1 2  Szegedi 2009, p. 101.
7. ↑  Pop 2009, pp. 82-83.
8. ↑  Andea, Susana (2006). History of Romania: Compendium. ISBN 9789737784124.
9. ↑  Deák 2009, pp. 82-83., 85., 88., 93.